# Деньгівська сільська рада
Деньгі́вська сільська́ ра́да — колишня адміністративно-територіальна одиниця та орган місцевого самоврядування в Золотоніському районі Черкаської області. Адміністративний центр — село Деньги.

## Загальні відомості
- Населення ради: 1 668 осіб (станом на 2001 рік)

## Населені пункти
Сільській раді були підпорядковані населені пункти:
- с. Деньги
- с. Хвильово-Сорочин

## Склад ради
Рада складалася з 16 депутатів та голови.
- Голова ради: Головань Лариса Борисівна

### Керівний склад попередніх скликань
| Прізвище, ім'я, по батькові | Основні відомості                                                               | Дата обрання | Дата звільнення |
| --------------------------- | ------------------------------------------------------------------------------- | ------------ | --------------- |
| Величко Ірина Василівна     | Сільський голова, 1970 року народження, освіта вища, позапартійна               | 26.03.2006   | 31.10.2010      |
| Величко Ірина Василівна     | Сільський голова, 1970 року народження, освіта вища, позапартійна               | 31.10.2010   | 19.09.2013      |
| Головань Лариса Борисівна   | Сільський голова, 1971 року народження, освіта середня спеціальна, позапартійна | 25.05.2014   |                 |

Примітка: таблиця складена за даними сайту Верховної Ради України

### Депутати
За результатами місцевих виборів 2010 року депутатами ради стали:

#### За суб'єктами висування
| Суб'єкт висування | Кількість обраних депутатів | %    |
| ----------------- | --------------------------- | ---- |
| Самовисування     | 14                          | 87,5 |
| Партія регіонів   | 2                           | 12,5 |

#### За округами
| № округу        | Прізвище, ім'я, по батькові    | Дата визнання обраним | Освіта             | Партійна приналежність                        | Відомості про обраного депутата                         |
| --------------- | ------------------------------ | --------------------- | ------------------ | --------------------------------------------- | ------------------------------------------------------- |
| Партія регіонів |                                |                       |                    |                                               |                                                         |
| 1               | Головань Лариса Борисівна      | 04.11.2010            | середня спеціальна | член Партії регіонів                          | Золотоніське відділення ВАТ «Ощадбанк», контролер-касир |
| 15              | Кузьменко Надія Вікторівна     | 04.11.2010            | середня спеціальна | член Партії регіонів                          | Хвилівське відділення зв'язкуУкрпошта, завідувачка      |
| Самовисування   |                                |                       |                    |                                               |                                                         |
| 2               | Ільченко Анатолій Миколайович  | 04.11.2010            | вища               | член Народної партії                          | Деньгівське лісництво, лісничий                         |
| 3               | Сергієнко Володимир Іванович   | 04.11.2010            | вища               | позапартійний                                 | ТОВ Гранекс Черкаси, головний інженер                   |
| 4               | Діденко Лариса Петрівна        | 04.11.2010            | вища               | член Політичної партії «Сильна Україна»       | Деньгівський НВК, вчитель                               |
| 5               | Хвиль Оксана Антонівна         | 04.11.2010            | вища               | позапартійна                                  | Деньгівська сімейна амбулаторія, бухгалтер              |
| 6               | Олексієнко Марія Іванівна      | 04.11.2010            | середня спеціальна | позапартійна                                  | тимчасово не працює                                     |
| 7               | Синьоок Наталія Вікторівна     | 04.11.2010            | середня            | позапартійна                                  | ТОВ Екосистема, тех.працівник                           |
| 8               | Заіка Раїса Іванівна           | 04.11.2010            | вища               | позапартійна                                  | Деньгівський НВК, вчитель                               |
| 9               | Капля Наталія Олександрівна    | 04.11.2010            | середня спеціальна | позапартійна                                  | Завідувачі току, рахівник-касир                         |
| 10              | Бочко Валентина Михайлівна     | 04.11.2010            | середня            | позапартійна                                  | тимчасово не працює                                     |
| 11              | Шкемберда Віра Василівна       | 04.11.2010            | середня            | позапартійна                                  | Деньгівське відділення зв'язку, листоноша               |
| 12              | Кикоть Валентина Василівна     | 04.11.2010            | середня спеціальна | позапартійна                                  | Деньгівська с/рада, землевпорядник                      |
| 13              | Задорожня Лідія Леонідівна     | 04.11.2010            | вища               | член Всеукраїнського об'єднання «Батьківщина» | ПП «Компанія Земна Діброва», бухгалтер                  |
| 14              | Ільмінська Світлана Миколаївна | 04.11.2010            | середня спеціальна | член Партії регіонів                          | Хвилівський сільський клуб, завідувачка                 |
| 16              | Капля Світлана Олексіївна      | 04.11.2010            | середня спеціальна | член Партії регіонів                          | тимчасово не працює                                     |